# Longone Sabino
Longone Sabino település Olaszországban, Lazio régióban, Rieti megyében. Lakosainak száma 526 fő (2023. január 1.). Longone Sabino Belmonte in Sabina, Concerviano, Rieti, Rocca Sinibalda, Ascrea, Cittaducale és Petrella Salto községekkel határos.

## Népesség
A település lakossága az elmúlt években az alábbi módon változott:
| Lakosok száma | 577  | 556  | 526  |
|               | 2017 | 2018 | 2023 |